# Diplocentrus diablo
Espèce
Diplocentrus diablo est une espèce de scorpions de la famille des Diplocentridae.

## Distribution
Cette espèce se rencontre aux États-Unis dans le sud du Texas dans les comtés d'Hidalgo, de Starr et de Zapata et au Mexique dans le nord du Tamaulipas à Camargo,.

## Description
Diplocentrus diablo mesure de 40 à 50 mm.

## Publication originale
- Stockwell & Nilsson, 1987 : A new species of Diplocentrus Peters from Texas (Scorpiones, Diplocentridae). Journal of Arachnology, vol. 15, no 2, p. 151-156 (texte intégral).